# 大西泰世
大西泰世（おおにし やすよ、1949年 - ）は、日本の作家、川柳作家。

## 来歴
兵庫県姫路市出身。兵庫県立姫路工業高等学校デザイン科卒業。26歳より川柳を始める。1983年、第1句集『椿事』を発表する。1985年、姫路市でスナックを開業（のちに赤穂市に移転）。そのかたわらカルチャースクールや関西学院大学、兵庫県立大学などで講師を務める。
大西の川柳は詩的要素が強く、俳句でいう季語に相当する語を取り入れることも多い。『現代の俳句』（平井照敏編）や『現代俳句ニューウェイブ』など、俳人と同列の扱いで収められているアンソロジーもあり、現代俳句協会の現代俳句データベースにも収録されているなど、俳句と川柳のボーダーラインに立つ作家とみなされている。第三句集『こいびとになってくださいますか』で、第1回中新田俳句大賞を受賞。本人はあくまで川柳の名にこだわり、「やはり私の句は「川柳」として読んでいただきたいのだ。」と語っている。

## 著書
- 第一句集『椿事』（砂子屋書房、1983年）
- 第二句集『世紀末の小町』（砂子屋書房、1989年）
- 『短歌俳句川柳101年』（共著、新潮社、1993年）
- 第三句集『こいびとになってくださいますか』（立風書房、1995年）
- 選集『大西泰世句集』（砂子屋書房、1995年）

## 出演番組
- かんさい土曜ほっとタイム（NHKラジオ）
- テレビ de ぼやき川柳（NHK大阪）
- 関西発ラジオ深夜便（NHKラジオ）